# Sägezahn-Schnepfenaale
Die Sägezahn-Schnepfenaale (Serrivomeridae) (lateinisch serra = Säge, vomer = Pflugscharbein) leben pelagisch im Atlantik, Pazifik und im Indischen Ozean in der Tiefsee zwischen 1000 und 4500 Metern Tiefe. 

## Merkmale
Die Fische werden 40 bis 80 Zentimeter lang. Ihre Kiefer sind schmal und verlängert. Auf dem Vomer sitzen die Zähne in zwei oder mehr Reihen. Der Schwanz der Sägezahn-Schnepfenaale endet in einem Faden. Die Kiemenöffnungen sind auf der Bauchseite miteinander verbunden. Die langgestreckten Fische haben 137 bis 170 Wirbel. Sie sind meistens schwarz mit silbrigen Flanken. Die Larven der Serrivomeridae wandern nachts zur Oberfläche.

## Arten
Zehn der elf Arten gehören zur Gattung Serrivomer. Daneben gibt es noch die monotypische Gattung Stemonidium mit nur einer Art.
- Serrivomer Gill & Ryder, 1883
  - Serrivomer beanii Gill & Ryder, 1883
  - Serrivomer bertini Bauchot, 1959
  - Serrivomer garmani Bertin, 1944
  - Serrivomer jesperseni Bauchot-Boutin, 1953

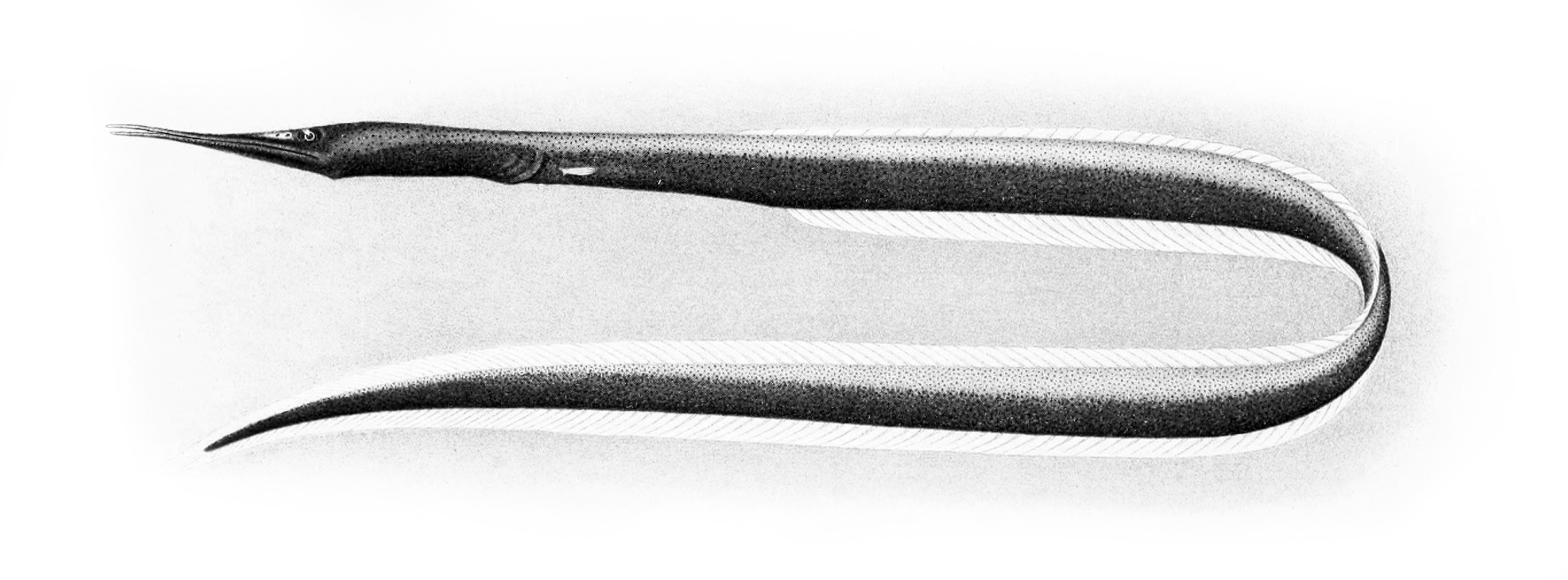
Stemonidium hypomelas

  - Serrivomer lanceolatoides (Schmidt, 1916)
  - Serrivomer neocaledoniensis Bauchot, 1959
  - Serrivomer samoensis Bauchot, 1959
  - Serrivomer schmidti Bauchot-Boutin, 1953
  - Serrivomer sector Garman, 1899
- Stemonidium Gilbert, 1905
  - Stemonidium hypomelas Gilbert, 1905